# Franco Viale
Franco Viale (Bolzano, 9 settembre 1942 – Milano, 30 marzo 2014) è stato un hockeista su ghiaccio italiano.

## Carriera

### Club
Esordì in massima serie a diciannove anni con la maglia dell'Hockey Club Bolzano, squadra della sua città natale, in un incontro con i Diavoli Milano HC.
Rimase a Bolzano fino al 1963 (facendo parte quindi della squadra che vinse il primo titolo dei biancorossi, nella stagione 1962-1963). Il generale  manager dei " Diavoli" Dott.Gino Bestagini lo convince di venire a Milano, e qui fu messo sotto contratto da quegli stessi Diavoli Milano HC  e di cui divenne una bandiera Vi rimase infatti fino al 1975, quando i Diavoli furono sciolti per la prima volta, e vi tornò poi dal 1977, anno della rinascita, al 1979, anno della scomparsa definitiva. Nel mezzo aveva giocato per una stagione allo Sportivi Ghiaccio Cortina e per una all'HC Valpellice.
Terminò poi la carriera dopo gli ultimi anni giocati in serie A ad Asiago (1979/1984) con l'Asiago Hockey AS.

### Nazionale
Fece parte della nazionale azzurra disputando oltre 100 partite ufficiali con la maglia azzurra.,tra cui 9 campionati del mondo .dal 1963 al 1976.
Presenze in Nazionale:
1966.     Campionato del mondo a Jesenice, Jugoslavia. 17' posto
1967.     Campionato del mondo a Vienna, Austria. 13' posto
1969.     Campionato del mondo a Lubiana, Jugoslavia. 14' posto
1970.     Campionato del mondo a Galati, Romania. 16' posto
1971.     Campionato del mondo a Berna, Svizzera. 14' posto
1972.     Campionato del mondo a Miercurea Ciuc, Romania. 15' posto
1973.     Campionato del mondo a Graz, Austria. 14' posto
1974.     Campionato del mondo a Grenoble, Lione e Gap, Francia. 16' posto
1975.     Campionato del mondo a Sapporo, Giappone. 13' posto
In due edizioni vince la medaglia d'argento per il 2' miglior portiere del torneo.

### Dopo il ritiro
A partire dagli anni Ottanta, Viale si occupò dello sviluppo dell'hockey su ghiaccio femminile.

## Palmarès
- Campionato italiano: 1

Bolzano: 1962-1963